# Louise Rösler

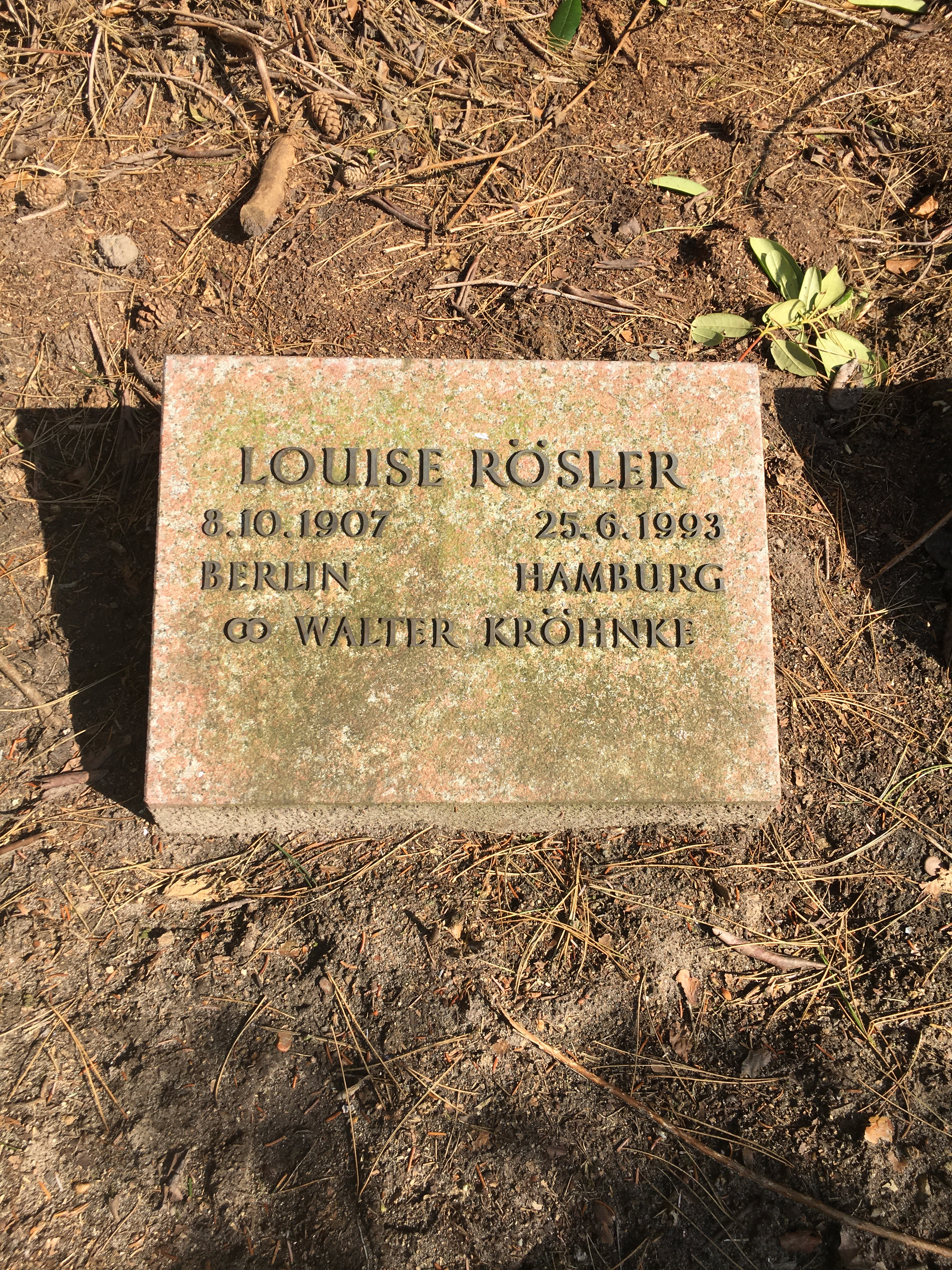
Grabstätte von Louise Rösler auf dem Friedhof Ohlsdorf (Hamburg, 2021)

Louise Rösler (auch: Louise Kröhnke, Louise Kröhnke-Rösler; * 8. Oktober 1907 in Berlin; † 25. Juni 1993 in Hamburg) war eine deutsche Künstlerin.

## Lebenslauf
Louise Röslers Eltern waren Waldemar Rösler und Oda Hardt-Rösler. Ab 1923 besuchte sie die Privatkunstschule Hans Hofmann in München und von 1925 bis 1927 die Hochschule für die bildenden Künste in Berlin bei Karl Hofer. Von 1928 bis 1930 studierte sie eine kurze Zeit an der Académie de l’Art Moderne bei Fernand Léger und unternahm Studienreisen mit ihrem späteren Ehemann, dem Maler Walter Kröhnke, nach Südfrankreich, Spanien und Italien. 1933 heiratete sie Walter Kröhnke und wohnte dann mit ihm in Berlin. Beider Tochter Anka wurde 1940 geboren. Zwei Söhne Alexander (* und † 1939) und Andreas (* und † 1944) starben jeweils schon bald nach ihrer Geburt.
Vor 1933 hatte sich Louise Rösler an Ausstellungen der Berliner Sezession und der Berlin am Pariser Platz beteiligt. Danach boten sich vorerst keine Ausstellungsmöglichkeiten mehr an. Eine Ausstellung in der Galerie Buchholz wurde 1938 durch die Reichskulturkammer geschlossen. 1943 gingen das Atelier sowie eines großen Teils der Produktion bei einem Bombenangriff verloren; nur wenige Bilder konnten durch vorausgegangene Auslagerung nach Bayern gerettet werden. Danach wurde Luise Rösler nach Königstein im Taunus evakuiert und mit dem Ausschluss aus der Reichskulturkammer und einem „Farbenverbot“ belegt.
Louise Rösler kehrte 1959 nach Berlin zurück. Ein Aufenthalt in Paris 1968 inspirierte sie zu einer Reihe dynamischer Collagen. Sie arbeitete Stücke aus Papier und Karton, später auch aus Metall und aus Kunststoff in ihre Bilder ein, die dadurch ein Relief erhielten. So arbeitete sie mit Öl, Aquarell, Pastell, Gouache, Tusche, Blei- und Buntstift, meist auf Papier. Ab 1974 hielt sie sich verschiedentlich im Atelier der Künstlergilde in Cuxhaven auf; dabei entstanden zahlreiche Arbeiten auf Papier. 1990 erhielt sie ein Ehrenstipendium des Berliner Senators für kulturelle Angelegenheiten. Von 1991 bis 1993 hielt sie sich wegen schwerer Krankheit bei ihrer Tochter Anka Kröhnke in Hamburg auf. Sie arbeitete bis kurz vor ihrem Tod.
Louise Rösler war Mitglied im Deutschen Künstlerbund. Zwischen 1952 und 1971 nahm sie an mehreren großen DKB-Jahresausstellungen teil. Im Sommer 2024 widmete ihr das Museum Giersch der Goethe-Universität Frankfurt am Main eine umfassende Retrospektive. Ihre Werke liegen vor in den Sammlungen des Städel Museums, Frankfurt am Main, in der Berlinischen Galerie, im Sprengel-Museum Hannover, im Kölner Museum Ludwig und im Museum Atelierhaus Rösler-Kröhnke im Ostseebad Kühlungsborn.

## Einzelausstellungen
- 1951: Kunsthalle Düsseldorf (mit Walter Kröhnke)
- 1950 und 1953: Frankfurter Kunstkabinett
- 1959: Galerie Prestel, Frankfurt am Main
- 1974: Galerie Günther Franke, München
- 1978: Galerie Seifert-Binder, München
- 1979: Museum Ludwig, Köln[3]
- 1984: Neuer Berliner Kunstverein, Berlin
- 1986: Kunstverein Springhornhof, Neuenkirchen
- 1987: Kunstverein Unna, Städtische Galerie Quakenbrück, Das Verborgene Museum Berlin, Schlüterstr. 70
- 1993: Retrospektive im Haus am Waldsee, Berlin
- 2024: Museum Giersch, Frankfurt am Main[2]

## Ausstellungsbeteiligungen
- 1946: „Neue deutsche Kunst“, Kunstwoche der Stadt Konstanz
- 1948: „Werke hessischer Künstler“, Wanderausstellung in den hessischen Amerikahäusern
- 1949: „Deutsche Malerei und Plastik der Gegenwart“, Köln
- 1950: „Deutsche Kunst der Gegenwart“, Kunstverein in Hamburg, „Neue Rheinische Sezession“, Kunsthalle Düsseldorf, Haus der Kunst München, Salon de Mai, Paris
- 1951: „Domnick-Preis“, Staatsgalerie Stuttgart
- 1951–1960: Frühjahrsausstellung, Kunstverein Hannover
- 1952 ff.: Ausstellung des Deutschen Künstlerbundes und des Westdeutschen Künstlerbundes (Hagen)
- 1953: Deutsch-französische Ausstellung, Köln-Aachen
- 1955–1956: Wanderausstellung des Deutschen Kunstrats
- 1956: „Internationale Sezession“, Leverkusen
- 1958: „Collagen“, Kunsthalle Baden-Baden
- 1961: „Schwarz-Weiß 61“, Kestnergesellschaft Hannover
- 1964: „Le Club international de Femme“, Musée d’Art Moderne, Paris
- 1964: „Neuerwerbungen der Nationalgalerie seit 1957“, Orangerie Berlin
- 1965: „Frankfurter Sezession und Gäste“, Frankfurter Kunstverein
- 1970: „Berliner Künstler 1966–1969“ Wiener Künstlerhaus, Wolfgang-Gurlitt-Museum Linz, Kunstverein Salzburg
- 1976: „Neuerwerbungen“, Berlinische Galerie
- 1977: „Der Anteil der Frau an der Kunst der zwanziger Jahre“, Galerie Pels-Leusden, Berlin
- 1978: „Die Industrialisierung der Stadt“, Neuer Berliner Kunstverein „Vor 30 Jahren. Deutsche Malerei und Plastik der Gegenwart Köln 1949“, Kölnischer Kunstverein
- 1980: „30 Jahre Berufsverband Bildender Künstler Berlins“, Staatliche Kunsthalle Berlin „Menschen im Raum“, Ostdeutsche Galerie, Regensburg „Kunst in Berlin“, Berlinische Galerie, Berlin
- 1982: „Bericht 82. Fünf Jahre Ankäufe des Senats“, Kunsthalle Berlin „Kunst für den Bund. Erwerbungen seit 1970“, Städtisches Kunstmuseum Bonn
- 1988: „Das verborgene Museum“, Akademie der Künste, Berlin 1946 „Neue deutsche Kunst“, Kunstwoche der Stadt Konstanz